# Saison 4 de Star Academy
 (décembre 2023).
Si vous disposez d'ouvrages ou d'articles de référence ou si vous connaissez des sites web de qualité traitant du thème abordé ici, merci de compléter l'article en donnant les références utiles à sa vérifiabilité et en les liant à la section « Notes et références ».
En pratique : Quelles sources sont attendues ? Comment ajouter mes sources ?
 (juin 2025).
La quatrième saison de Star Academy, émission française de télé réalité musicale, a été diffusée sur TF1 du 3 septembre 2004 au 22 décembre 2004.
Pendant près de 4 mois, 18 candidats reçoivent une formation artistique au sein de l'Academy. Les élèves sont évalués par les professeurs à travers les primes et les évaluations. Ils se produisent chaque vendredi sur le plateau de l'émission ainsi que devant les téléspectateurs, aux côtés d'artistes invités venus partager des duos. Chaque semaine, les trois moins bons élèves sont soumis au vote du public et l'un d'entre eux quitte définitivement l'aventure. À l'issue du programme, le vainqueur remporte 1 000 000 €.
Présentée par Nikos Aliagas, cette saison a pour directeur de promotion Gérard Louvin et a pour parrain et marraine Michel Sardou et Jenifer. Elle est remportée par Grégory Lemarchal. Il est le premier garçon à remporter la Star Academy et le gagnant ayant obtenu le plus gros score (80 % des voix des téléspectateurs),.

## Générique
Pour cette saison, l'émission change de générique sonore. Il s'agit d'une version remixée de You are the one de Cerrone, dont l'original (1979) avait déjà été samplé pour le générique des trois précédentes saisons.

## L'Academy

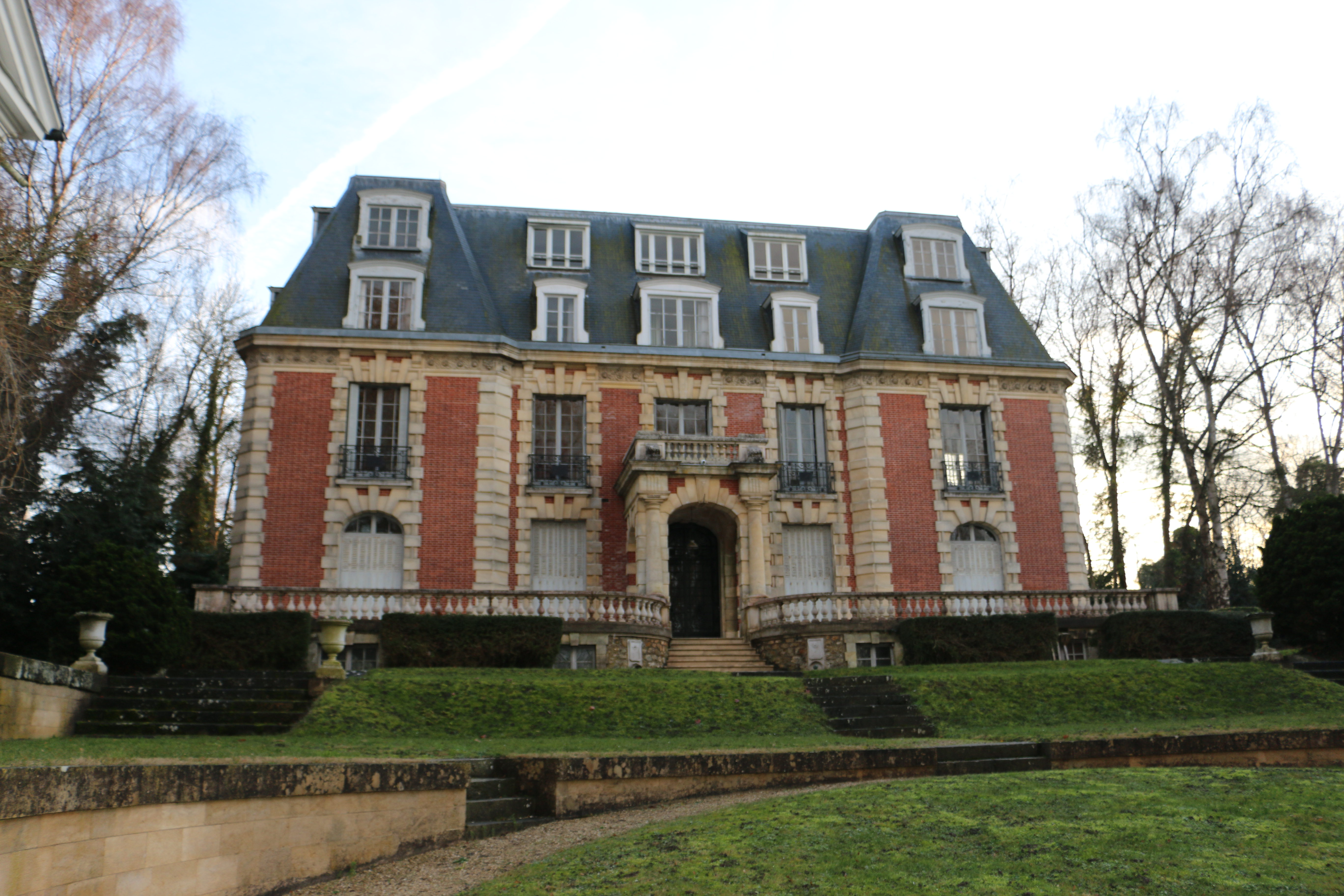
Château des Vives-Eaux.

Pour cette quatrième édition de la Star Academy, les élèves sont de retour au château des Vives Eaux de Dammarie-lès-Lys.
Cette année, le château a été entièrement réaménagé. Nouveauté, il est devenu un lieu de travail, abritant notamment le bureau du directeur et la salle de chant, cette dernière se situant à la place du foyer. Les chambres sont désormais mixtes, au nombre de trois, et se situent dans une dépendance à l'extérieur du château,.
Dans le parc, un chapiteau a été monté pour accueillir les cours de danse et les répétitions du prime,.
Il sera dévoilé quelques années plus tard que Grégory avait, dans les annexes du château, une chambre qui lui était réservée pour son confort à cause de sa maladie.

## Candidats

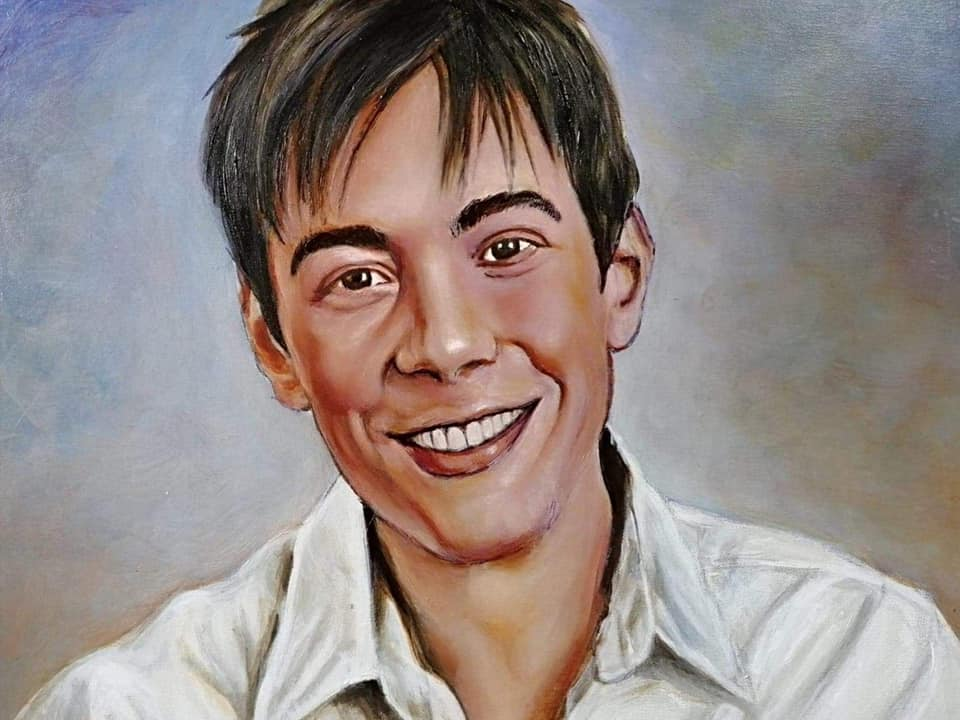
Grégory.
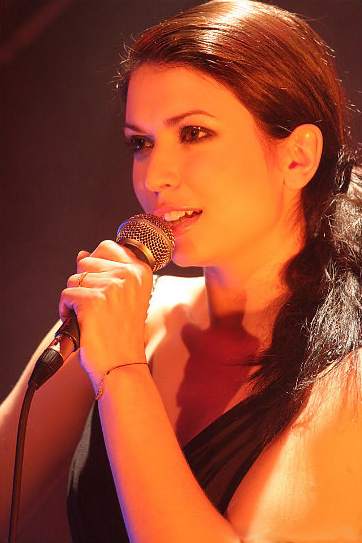
Lucie.
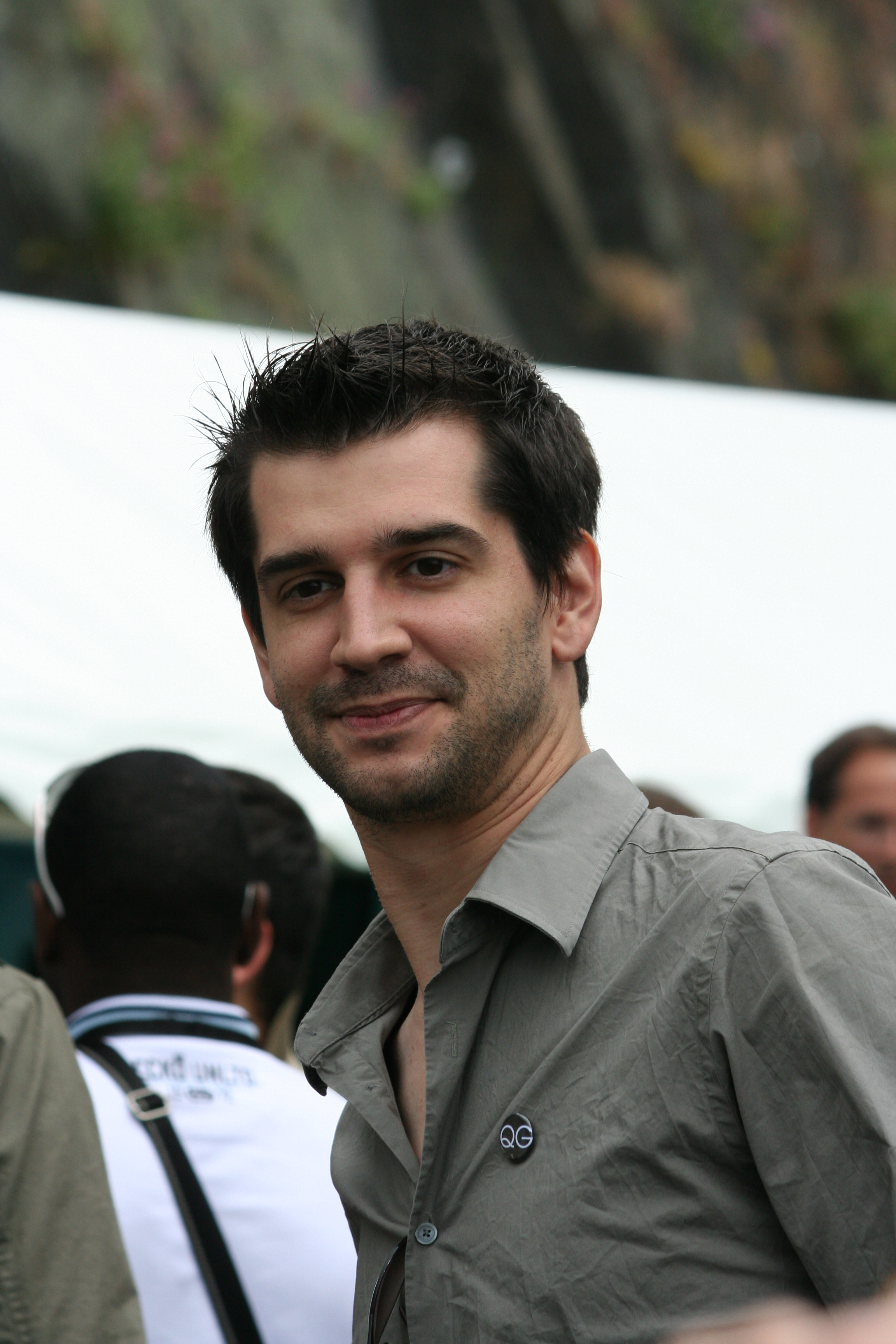
Mathieu.

| Prénom    | Nom complet             | Âge    | Tournée | Statut                             | Réf(s). |
| --------- | ----------------------- | ------ | ------- | ---------------------------------- | ------- |
| Grégory   | Grégory Lemarchal       | 21 ans | Oui     | Gagnant le 22 décembre 2004        | [ 2 ]   |
| Lucie     | Lucie Bernardoni        | 17 ans | Oui     | Finaliste le 22 décembre 2004      | [ 2 ]   |
| Hoda      | Hoda Nekra              | 25 ans | Oui     | Demi-finaliste le 17 décembre 2004 | ,       |
| Mathieu   | Mathieu Johann-Lepresle | 24 ans | Oui     | Demi-finaliste le 10 décembre 2004 | ,       |
| Sandy     | Sandy François          | 17 ans | Oui     | Éliminés le 26 novembre 2004       | ,       |
| Sofiane   | Sofiane Tadjine-Lambert | 23 ans | Oui     | Éliminés le 26 novembre 2004       | ,       |
| John      | Jonathan Benamou        | NC     | Oui     | Éliminé le 19 novembre 2004        | ,       |
| Francesca | Francesca Antoniotti    | 23 ans | Non     | Éliminée le 13 novembre 2004       | ,       |
| Harlem    | Fabien Parmentier       | 26 ans | Oui     | Éliminé le 5 novembre 2004         | ,       |
| Enrique   | Enrique Toyos           | 23 ans | Non     | Éliminé le 29 octobre 2004         | ,       |
| Radia     | Radia Bensarsa          | NC     | Oui     | Éliminée le 22 octobre 2004        | ,       |
| Morgan    | Morgan Auger            | 18 ans | Non     | Éliminé le 15 octobre 2004         | ,       |
| Tina      | Tina Gardinier          | NC     | Non     | Éliminée le 8 octobre 2004         | ,       |
| Karima    | Karima Charni           | 19 ans | Non     | Éliminée le 1er octobre 2004       | ,       |
| Sébastien | Sébastien Degut         | 22 ans | Non     | Éliminé le 24 septembre 2004       | ,       |
| Émilie    | Émilie Ducrot           | 18 ans | Non     | Abandon le 19 septembre 2004       | ,       |
| Gauthier  | Gauthier Roubichou      | 22 ans | Non     | Éliminé le 17 septembre 2004       | ,       |
| Lennie    | Virginie Joal           | NC     | Non     | Éliminée le 10 septembre 2004      | ,       |

- Grégory.
- Lucie.
- Mathieu.

## Corps professoral
Pour cette quatrième saison, c'est Gérard Louvin, déjà producteur de la tournée lors des trois précédentes éditions, qui occupe le poste de directeur.
Armande Altaï, professeure de chant lors des trois précédentes saisons, est remplacée par Isabelle Charles, chanteuse lyrique et enseignante dans une école de comédie musicale. Raphaëlle Ricci, professeure d'expression scénique, cède quant à elle sa place à Milo Lee. Houcine Camara, finaliste deux ans plus tôt face à Nolwenn Leroy, devient coach des élèves. Les chanteurs Michael Jones et Jasmine Roy deviennent répétiteurs aux côtés de Matthieu Gonet, tandis qu'Adèle Van Damme se charge des cours de fitness,,,.
Enfin, Tiburce Darou (sport), Kamel Ouali (danse) et Oscar Sisto (théâtre) conservent leurs rôles respectifs de la saison précédente.
| Matières/statut                  | Professeurs      |
| -------------------------------- | ---------------- |
| Directeur                        | Gérard Louvin    |
| Professeur de chant              | Isabelle Charles |
| Professeur d'expression scénique | Milo Lee         |
| Professeur de danse              | Kamel Ouali      |
| Professeur de théâtre            | Oscar Sisto      |
| Professeur de sport              | Tiburce Darou    |
| Professeur de fitness            | Adèle Van Damme  |
| Répétiteurs                      | Michael Jones    |
| Répétiteurs                      | Jasmine Roy      |
| Répétiteur et directeur musical  | Matthieu Gonet   |
| Coach des candidats              | Houcine Camara   |

## Artistes invités
Les artistes suivants furent notamment invités dans l'émission pour chanter avec les élèves en direct lors d'un prime.
| Épisode | Diffusion         | Invités | Référence |
| ------- | ----------------- | --- | --------- |
| 1       | 3 septembre 2004  | Jenifer - Élodie Frégé - Michal[réf. souhaitée] - Michel Sardou                                                                                   | [ 42 ]    |
| 2       | 10 septembre 2004 | Jenifer - K. Maro - Natasha St-Pier - Roch Voisine - Sylvie Vartan - Michel Sardou                                                                | [ 43 ]    |
| 3       | 17 septembre 2004 | Lorie - Véronique Sanson - Zucchero - Nâdiya - Spartacus le gladiateur                                                                            | [ 44 ]    |
| 4       | 24 septembre 2004 | Ève Angeli - Faudel - Joe Cocker - Yannick Noah - T-Rio                                                                                           | [ 45 ]    |
| 5       | 1er octobre 2004  | Billy Crawford - Dany Brillant - Isabelle Boulay - Jenifer                                                                                        | [ 46 ]    |
| 6       | 8 octobre 2004    | Élodie Frégé - Garou | [ 47 ]    |
| 7       | 15 octobre 2004   | Chimène Badi - Dave - David Charvet - Maurane | [ 48 ]    |
| 8       | 22 octobre 2004   | Arielle Dombasle - Corneille - Michel Delpech - Michaël Youn - O-Zone                                                                             | [ 49 ]    |
| 9       | 29 octobre 2004   | Andrea Bocelli - David Charvet - Julio Iglesias - Maxim Nucci - Phil Collins                                                                      | [ 50 ]    |
| 10      | 5 novembre 2004   | Diane Tell - Florent Pagny - Nicolas Peyrac - Laura Pausini - Jean-Pierre François - Christophe Dechavanne[réf. souhaitée] - Karima - Tina Turner | [ 51 ]    |
| 11      | 13 novembre 2004  | Liane Foly - Destiny's Child - Tragédie - Julie Zenatti                                                                                           | ,         |
| 12      | 19 novembre 2004  | Patrick Bruel - Calogero - Michel Fugain - Seal[réf. souhaitée]                                                                                   | [ 17 ]    |
| 13      | 26 novembre 2004  | Chimène Badi - Michel Sardou - Kylie Minogue - Toto Cutugno - Mario Barravecchia - Sofia Essaïdi - Garou                                          | ,         |
| 14      | 3 décembre 2004   | Jean-Michel Jarre - Le Roi Soleil - Laurent Voulzy - The Corrs - Lââm - Julia Migenes                                                             | ,         |
| 15      | 10 décembre 2004  | Anastacia - Hélène Ségara - Nolwenn Leroy | [ 58 ]    |
| 16      | 17 décembre 2004  | Serge Lama - Jean-Jacques Goldman - Gérald De Palmas - Élodie Frégé - Michal[réf. souhaitée]                                                      | ,         |
| 17      | 22 décembre 2004  | Jenifer - Michel Sardou - Patricia Kaas - Roberto Alagna                                                                                          | [ 61 ]    |

## L'aprèsStar Academy

### Que sont ils devenus?
Hoda a sorti un single intitulé Quelqu'un pour quelqu'un. Elle a ensuite participé aux comédies musicales Salut Joe, Duos d'enfer et La Pastorale, ainsi qu'à l'émission Encore une chance sur NRJ 12,.
Mathieu a sorti deux albums et a collaboré avec Lucie sur le duo Petit rat petit loup. En 2005, il écrit un livre intitulé La passion pour seul bagage. Il a été 3e adjoint à la mairie de Saint-Lô et conseiller départemental de la Manche. Il partagera sa vie avec Clémence Castel, double gagnante de Koh-Lanta, jusqu'en 2019. Ils auront eu deux enfants,. Il est également très engagé pour la cause « Les voix de l'enfant » pour laquelle il compose notamment la chanson Parle Hugo, parle.
Sandy a collaboré pendant trois ans avec Kamel Ouali. Elle se produit ensuite en tant que DJ sous le nom de Sandy Jay et ouvre en 2012 son propre bar-restaurant à Saint-Tropez,,.
Sofiane a sorti un album et plusieurs singles. En 2006, il interprète le générique français de High School Musical. Il a participé aux saisons 2, 4 et 12 des Anges de la télé réalité, ainsi qu'à la version tchèque de The Voice.
John a sorti un single intitulé Sale temps. Il a joué le rôle de Mercutio dans la comédie musicale Roméo et Juliette et a créé son propre groupe de musique, nommé Eyzen,.
Harlem a sorti un single intitulé Les Fleurs de l'éternité.
Radia a intégré la troupe d’Édouard Baer pour le spectacle La Folle et Véritable Vie de Luigi Prizzoti.
Morgan a participé en tant que candidat à la saison 6 de The Voice dans l'équipe de Mika ; il fut éliminé aux Battles,.
Tina a continué la musique avec les groupes Soil Trafic et Wipping Willow. Elle est en 2020 illustratrice, graphiste et graffeuse sous le pseudonyme de Tina Tictone,.
Émilie a participé en 2017 à l'émission N'oubliez pas les paroles. Elle a fait paraître en 2019 son livre Les larmes de l'éléphant aux éditions L'Archipel, puis en 2022 Volée ! aux éditions Archipoche, où elle dénonce le trafic d'enfants dont elle fut victime au Sri-Lanka,.
Gauthier fait carrière en Chine en tant que chanteur dans différents groupes (Swing Dynasty, The lions of Puxi, The Word, Les faiseurs de son) mais aussi comme animateur et acteur,. Avec son groupe The lions of Puxi, il sort un album et est élu « meilleur groupe chinois » deux années consécutives.
Lennie s'est mariée avec le footballeur Mickaël Landreau. Elle a fondé une entreprise d'édition musicale.

## Postérité
Le biopic consacré à Grégory Lemarchal Pourquoi je vis (2020) figure de nombreuses scènes de la saison 4 de Star Academy, des acteurs interprétant les rôles des élèves, des professeurs comme des membres de la production. Le château de Boigne (Savoie) figure le château des Vives Eaux de Dammarie-les-Lys lors du tournage.

## Audiences

### Prime
| Épisode | Diffusion                  | Téléspectateurs | Parts de marché | Classement des audiences de la soirée | Référence |
| ------- | -------------------------- | --------------- | --------------- | ------------------------------------- | --------- |
| 1       | Vendredi 3 septembre 2004  | 7 387 040       | 38,2 %          | 1er                                   | [ 113 ]   |
| 2       | Vendredi 10 septembre 2004 | 6 416 480       | 34,4 %          | 1er                                   | [ 113 ]   |
| 3       | Vendredi 17 septembre 2004 | 6 254 720       | 32,1 %          | 1er                                   | [ 113 ]   |
| 4       | Vendredi 24 septembre 2004 | 6 092 960       | 30 %            | 1er                                   | [ 113 ]   |
| 5       | Vendredi 1er octobre 2004  | 6 524 320       | 32,8 %          | 1er                                   | [ 113 ]   |
| 6       | Vendredi 8 octobre 2004    | 6 847 840       | 33 %            | 1er                                   | [ 113 ]   |
| 7       | Vendredi 15 octobre 2004   | 7 117 440       | 32,9 %          | 1er                                   | [ 113 ]   |
| 8       | Vendredi 22 octobre 2004   | 7 009 600       | 32,2 %          | 1er                                   | [ 113 ]   |
| 9       | Vendredi 29 octobre 2004   | 6 955 680       | 31,9 %          | 1er                                   | [ 113 ]   |
| 10      | Vendredi 5 novembre 2004   | 7 548 800       | 34,5 %          | 1er                                   | [ 113 ]   |
| 11      | Samedi 13 novembre 2004    | 6 524 320       | 32,3 %          | 1er                                   | [ 113 ]   |
| 12      | Vendredi 19 novembre 2004  | 6 955 680       | 32,2 %          | 1er                                   | [ 113 ]   |
| 13      | Vendredi 26 novembre 2004  | 7 387 040       | 34,3 %          | 1er                                   | [ 113 ]   |
| 14      | Vendredi 3 décembre 2004   | 6 632 160       | 33 %            | 1er                                   | [ 113 ]   |
| 15      | Vendredi 10 décembre 2004  | 7 333 120       | 35,1 %          | 1er                                   | [ 113 ]   |
| 16      | Vendredi 17 décembre 2004  | 7 494 880       | 35,3 %          | 1er                                   | [ 113 ]   |
| 17      | Mercredi 22 décembre 2004  | 8 950 720       | 39,4 %          | 1er                                   | [ 113 ]   |

Sur fond vert : plus hauts chiffres d'audiences
Sur fond rouge : plus bas chiffres d'audiences

### Quotidienne
Les audiences données sont la moyenne pour chaque semaine de l'émission quotidienne diffusée pour la seconde fois à 19 h.
| Semaine | Dates                              | Téléspectateurs | Parts de marché | Classement des audiences | Référence |
| ------- | ---------------------------------- | --------------- | --------------- | ------------------------ | --------- |
| 1       | Du 6 au 10 septembre 2004          | 4 044 000       | 27,7 %          | 2e                       | [ 114 ]   |
| 2       | Du 13 au 17 septembre 2004         | 3 990 080       | 25,8 %          | 2e                       | [ 114 ]   |
| 3       | Du 20 au 24 septembre 2004         | 4 259 680       | 25,6 %          | 2e                       | [ 114 ]   |
| 4       | Du 27 au 1er octobre 2004          | 4 097 920       | 25,4 %          | 2e                       | [ 114 ]   |
| 5       | Du 4 au 8 octobre 2004             | 4 205 760       | 25,8 %          | 2e                       | [ 114 ]   |
| 6       | Du 11 au 15 octobre 2004           | 4 583 200       | 26,6 %          | 2e                       | [ 114 ]   |
| 7       | Du 18 au 22 octobre 2004           | 4 421 440       | 25,8 %          | 2e                       | [ 114 ]   |
| 8       | Du 25 au 29 octobre 2004           | 4 637 120       | 26,6 %          | 2e                       | [ 114 ]   |
| 9       | Du 1er novembre au 5 novembre 2004 | 5 176 320       | 26,4 %          | 2e                       | [ 114 ]   |
| 10      | Du 8 au 12 novembre 2004           | 5 122 400       | 26,5 %          | 2e                       | [ 114 ]   |
| 11      | Du 15 au 19 novembre 2004          | 5 014 560       | 26,5 %          | 2e                       | [ 114 ]   |
| 12      | Du 22 au 26 novembre 2004          | 5 176 320       | 27,2 %          | 2e                       | [ 114 ]   |
| 13      | Du 29 au 3 décembre 2004           | 5 122 400       | 26,9 %          | 2e                       | [ 114 ]   |
| 14      | Du 6 au 10 décembre 2004           | 4 691 040       | 24,6 %          | 2e                       | [ 114 ]   |
| 15      | Du 13 au 17 décembre 2004          | 4 259 280       | 25,4 %          | 2e                       | [ 114 ]   |
| 16      | Du 20 au 22 décembre 2004          | 4 475 360       | 23,4 %          | 2e                       | [ 114 ]   |

Sur fond vert : plus hauts chiffres d'audiences
Sur fond rouge : plus bas chiffres d'audiences